# Franciscus van Assisikerk (Wenen)
De Sint-Franciscus van Assisikerk (Duits : Kirche zum Heiligen Franz von Assisi), ook bekend als de Keizerjubileumkerk (Kaiserjubiläumskirche) en de Mexicokerk (Mexikokirche), is een basilicale katholieke kerk in Wenen, Oostenrijk. De kerk werd tussen 1898 en 1910 gebouwd en ingewijd in 1913. Het monumentale bouwwerk is aan de Mexikoplatz gelegen, in het tweede Weense district Leopoldstadt, en wordt beheerd door de Orde van de Allerheiligste Drie-eenheid.

## Geschiedenis
De kerk werd gebouwd ter gelegenheid van het 50-jarig regeringsjubileum van keizer Frans Jozef I van Oostenrijk. Voor de bouw werd een wedstrijd uitgeschreven voor het mooiste ontwerp, die werd gewonnen door het ontwerp van de architect Victor Luntz (1840–1903). Na de dood van Luntz voltooide de architect August Kirstein (1856–1939) de bouw.  Het vier traveeën, basiliekachtige gebouw van baksteen werd groots opgezet en zou volgens het oorspronkelijke plan ook als garnizoenskerk dienen. De in Rijnlands-romaanse stijl gebouwde kerk oriënteert zich sterk aan de architectuur van de Keulse Grote Sint-Martinuskerk.
De ruwe bouw werd in 1913 voltooid. Op 2 november volgde de plechtige inzegening van de kerk, waarbij de keizer en de troonopvolger Frans Ferdinand aanwezig waren. Door het uitbreken van de Eerste Wereldoorlog werden de bouwwerkzaamheden opgeschort. Na de oorlog werd het werk hervat en in 1921 werd de kerk een zelfstandig parochiekerk.
De bij de Donau gelegen kerk met haar hoge vieringtoren en twee klokkentorens die met rode dakpannen zijn bedekt is in de verre omtrek zichtbaar.
De naam van het plein waar de kerk aan ligt, Mexikoplatz, heette vroeger Erzherzog-Karl-Platz en herinnert aan het feit dat Mexico het enige land ter wereld was, dat de annexatie van Oostenrijk bij nazi-Duitsland in 1938 niet erkende en er tegen protesteerde.

## Elisabethkapel

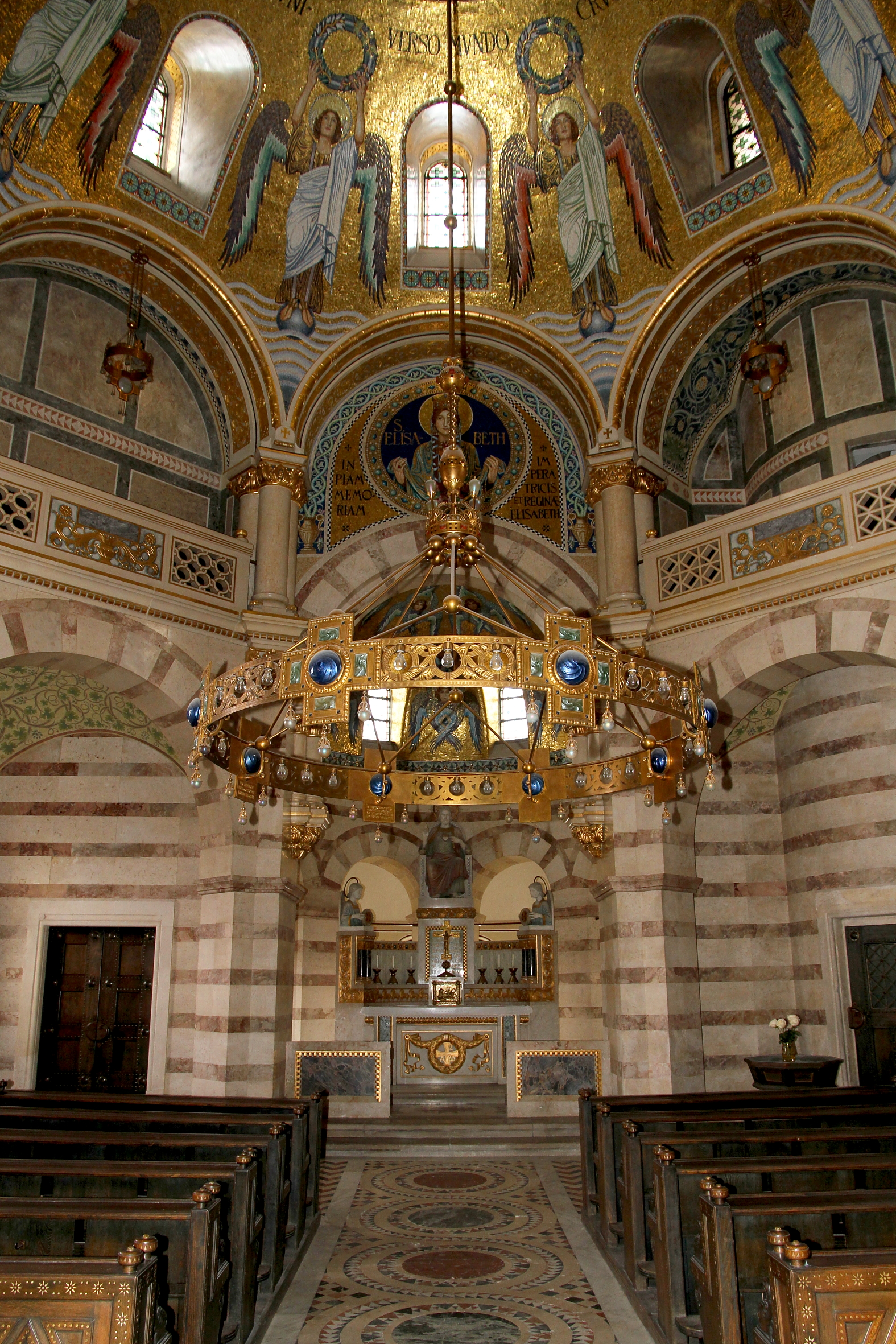
Interieur Elisabethkapel

De prachtige achthoekige Elisabethkapel bevindt zich in het linker zijschip van de kerk naast het koor. De kapel is 13,5 meter hoog, heeft een doorsnee van rond tien meter en is geïnspireerd op de Paltskapel van de domkerk te Aken.
Nadat in 1898, het jaar dat er werd begonnen met de bouw van de kerk, de Italiaanse anarchist Luigi Lucheni de echtgenote van keizer Frans Jozef I in Genève vermoordde, werd in de kerk de met vergulde mozaïeken versierde Elisabeth-kapel ingericht. Omdat de opbrengst van donaties voor de kapel zo hoog was, werd de kapel in plaats van fresco's met mozaïeken en in plaats van stucwerk in marmer uitgevoerd. De mozaïekontwerpen stammen van Carl Ederer. Aan de muur boven de altaarruimte bevindt zich een gigantisch mozaïek van de heilige Elisabeth van Thüringen.
De kapel kwam in 1907 gereed en werd op 10 juni 1908 plechtig ingewijd.

## Orgel
Het orgel werd in 1940 door de Oostenrijkse orgelbouwers Gebr. Rieger gebouwd. Het instrument bezit 56 registers op drie manualen en pedaal. De speel- en registertracturen zijn elektropneumatisch.